# Nemesis

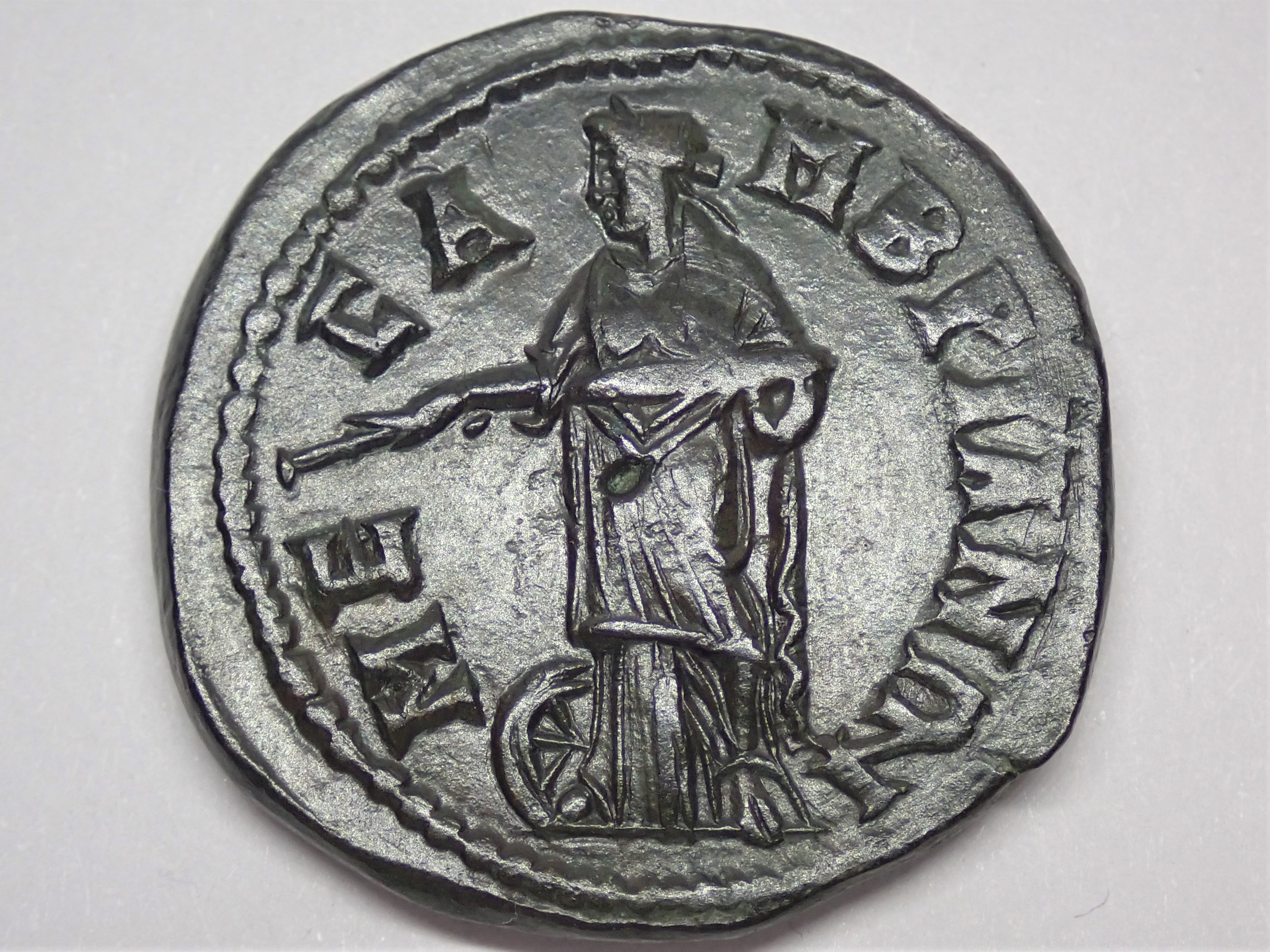
Nemesis auf Bronzemünze aus Mesembria, z. Zt. Philippus Arabs

Nemesis (griechisch Νέμεσις Némesis, deutsch ‚Zuteilung (des Gebührenden)‘) ist in der griechischen Mythologie die Göttin des gerechten Zorns, der ausgleichenden Gerechtigkeit, wodurch sie zur Rachegottheit wurde.
Ihre Begleiterin ist Aidos, die Göttin der Scham. Nemesis bestraft vor allem die menschliche Selbstüberschätzung (Hybris) und die Missachtung der Themis, (der Göttin) des göttlichen Rechts und der Sittlichkeit.
Im späten 20. Jahrhundert ist durch Einfluss der Popkultur eine Bedeutungsveränderung im Sinne eines ewigen Gegenspielers, eines Erzrivalen, einer Art persönlichen Todesengels, eines Todfeindes, eines nicht personifizierten Todbringers oder einer tödlichen Bedrohung eingetreten. Die Aussage „Ich bin deine Nemesis“ wird als „Ich bin dein Untergang“ statt als „Du bekommst, was du verdienst“ interpretiert.

## Mythos

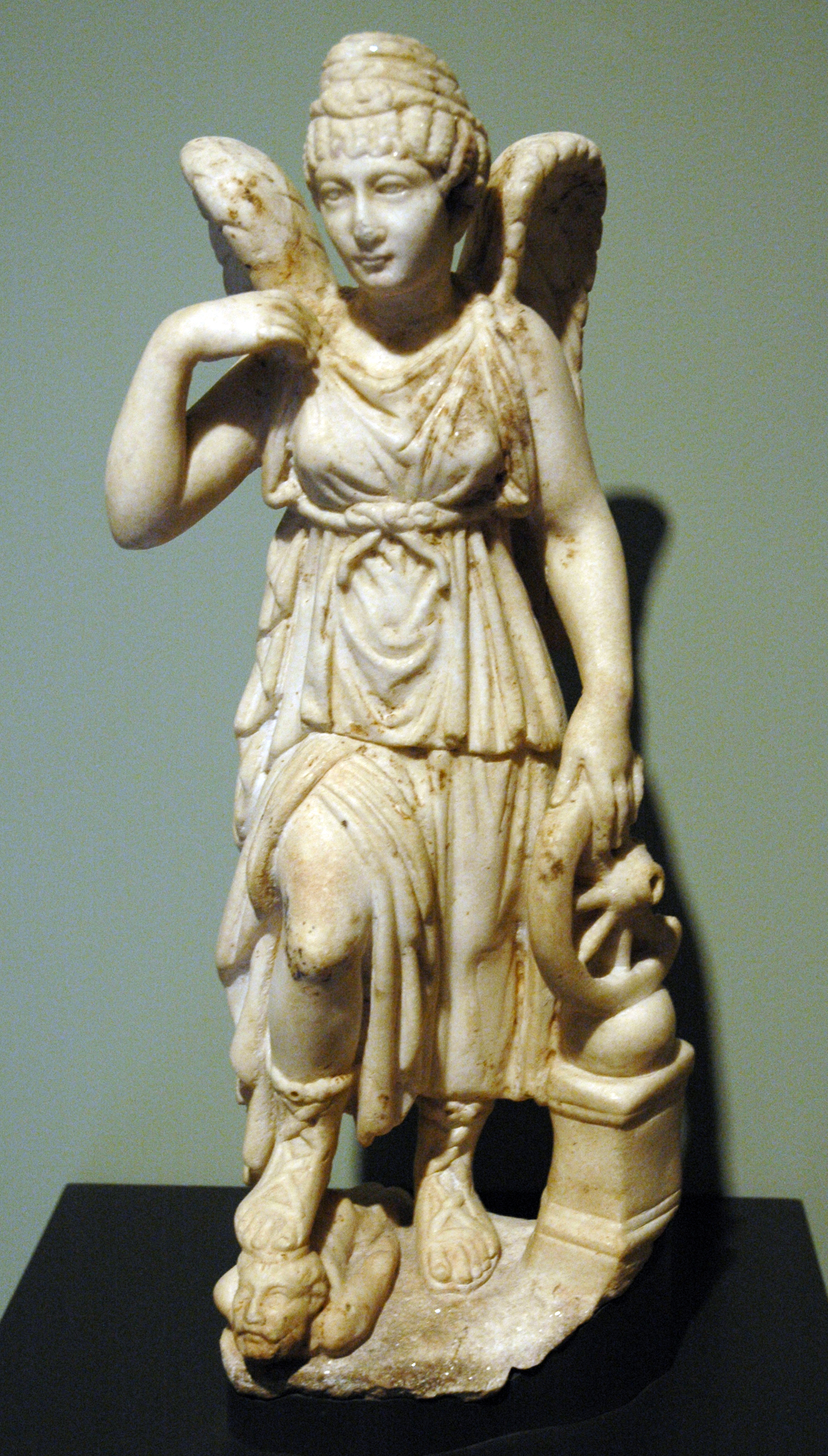
Nemesis-Statue aus dem 2. Jahrhundert n. Chr.

Nemesis ist eine Tochter der Nyx („Nacht“), entweder nur aus dieser geboren oder die Tochter der Nyx und des Erebos bzw. Tochter des Okeanos.
Zeus paarte sich mit Nemesis in der Gestalt eines Schwans, nachdem sie zunächst aus Scham und gerechtem Zorn vor seinen Nachstellungen geflüchtet war. Auf ihrer Flucht über das Meer verwandelte sie sich in einen Fisch, am Rand der Erde angelangt, schließlich in eine Ente oder Gans, mit der Zeus als Schwan die Helena zeugte, um deretwillen schließlich der Trojanische Krieg geführt wurde.
In einer anderen Version der Geschichte spielt Aphrodite die Nemesis Zeus zu, indem sie sich als Adler auf den Schwan stürzt, der sich in den Schoß der Nemesis „flüchten“ kann. In beiden Erzählungen wird das Ei zu Leda gebracht, die Helena aufzieht – wenngleich sie nicht selbst die Mutter Helenas ist. Schwan und Adler wurden zu den entsprechenden Sternbildern.
Nach Bakchylides ist Nemesis mit Tartaros die Mutter der Telchinen von Rhodos.
In Ovids Metamorphosen bestraft sie den Narziss, weil dieser die Nymphe Echo und andere durch seine Unerbittlichkeit zugrunde gerichtet hat.

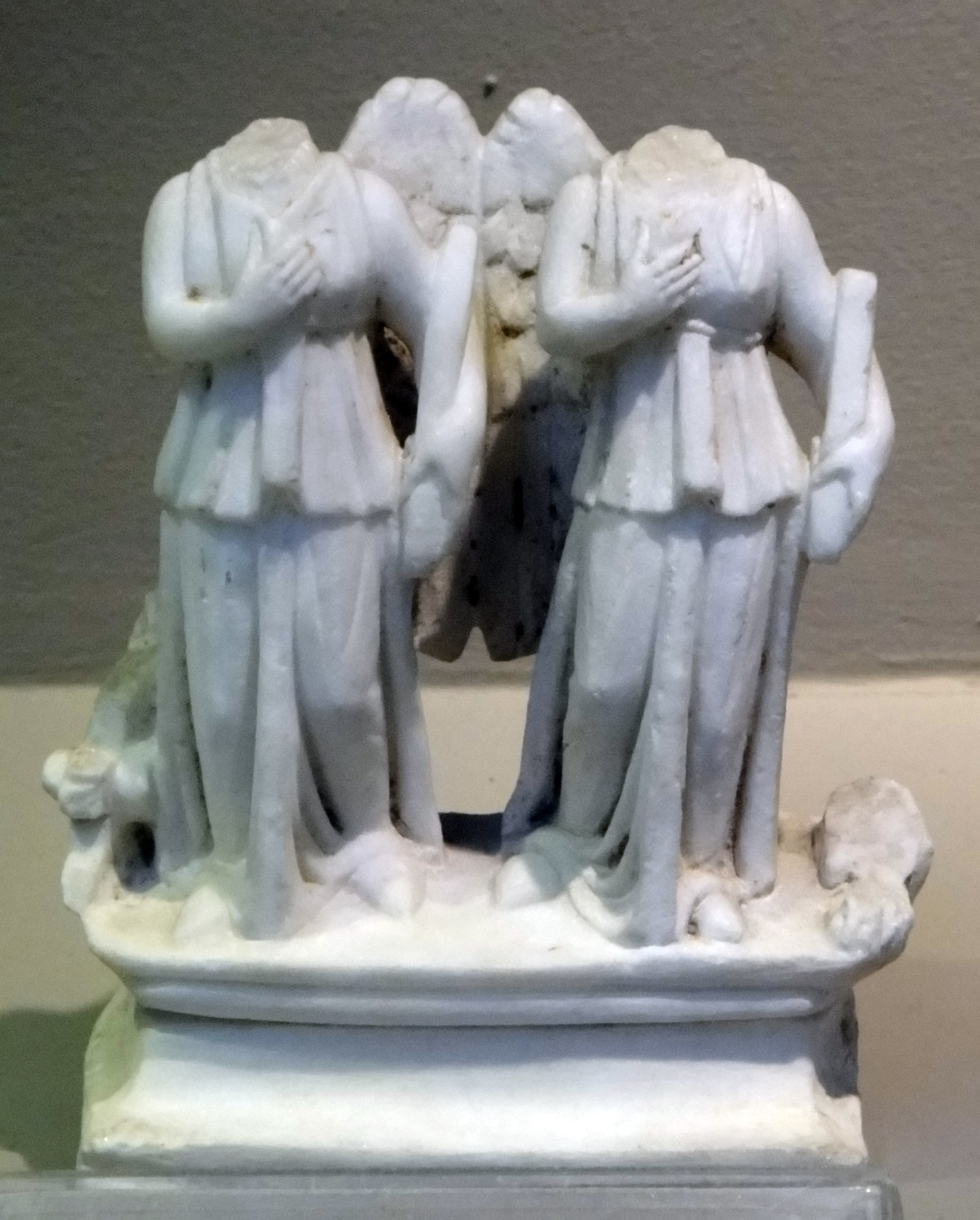
Doppelte Nemesis aus Ephesus

Ihre Attribute sind mannigfach. Unter anderem hält sie einen Zweig vom Apfelbaum in der Hand und wird von einem Greif begleitet.
Wie die Erinys als Erinnyen kann auch Nemesis in der Mehrzahl (Nemeseis) angerufen werden.
Zwei Nemeseis wurden in Smyrna verehrt, die bei dem dortigen Heiligtum Alexander dem Großen im Traum erschienen, als er erschöpft von der Jagd unter einer Platane schlief: Sie forderten ihn zur Neugründung der Stadt Smyrna auf, wo sich ihre älteste Kultstätte befand. Das Orakel des Apollon zu Klaros bestätigte den Auftrag.
In Aischylos’ Der gefesselte Prometheus heißt Nemesis auch Adrasteia („die Unentfliehbare“), in Ovids Metamorphosen Rhamnusia nach ihrem Heiligtum mit dem berühmten Kultbild in Rhamnous.

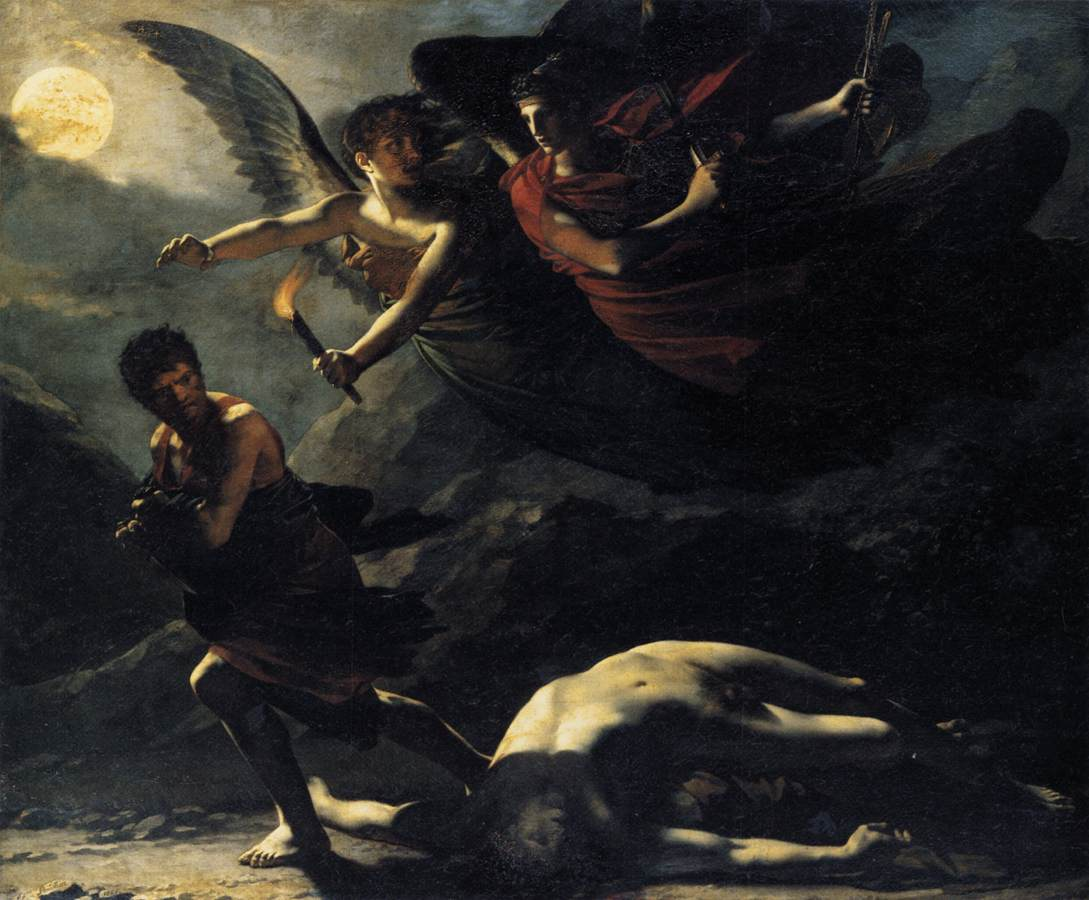
Nemesis und Dike verfolgen den Verbrecher (Pierre Paul Prud’hon, 1808)

Nemesis, Gemälde von Alfred Rethel, 1837

Dass im Unterschied zum modernen Verständnis die Göttin Nemesis mehr Richterin als Rächerin ist, macht der Orphische Hymnos „An Nemesis“ deutlich:
Ich rufe Dich, Nemesis!

Höchste!

Göttlich waltende Königin!

Allsehende, Du überschaust

Der vielstämmigen Sterblichen Leben.

Ewige, Heilige, Deine Freude

Sind allein die Gerechten.

Aber Du hassest der Rede Glast,

Den bunt schillernden, immer wankenden,

Den die Menschen scheuen,

die dem drückenden Joch

Ihren Nacken gebeugt.

Aller Menschen Meinung kennst Du,

Und nimmer entzieht sich Dir die Seele

Hochmütig und stolz

Auf den verschwommenen Schwall der Worte.

In alles schaust Du hinein,

Allem lauschend, alles entscheidend.

Dein ist der Menschen Gericht.

[…]
Friedrich Schiller dichtet:

„Es ist des Wohllauts mächtige Gottheit,/ die zum geselligen Tanz ordnet den tobenden Sprung, /die, der Nemesis gleich, an des Rhythmus goldenem Zügel / lenkt die brausende Lust und die verwilderte zähmt.“

## Astronomie
Der 1872 entdeckte Hauptgürtelasteroid (128) Nemesis wurde nach der Göttin benannt.
Außerdem ist Nemesis der Name eines hypothetischen Himmelskörpers, welcher das Sonnensystem zu einem Doppelsternsystem machen würde.

### Belletristik
- Übers. Irene Holicki: Isaac Asimov, Nemesis. Heyne, München 1989 u. ö.
- Übers. Dirk van Gunsteren: Philip Roth, Nemesis. Hanser, München 2011